# پادشاهی موروثی
پادشاهی موروثی شکلی از حکومت و جانشینی قدرت است که در آن تاج و تخت از یک عضو یک خانواده حاکم به عضو دیگر همان خانواده منتقل می‌شود. سلسله‌ای از فرمانروایان از یک خانواده یک دودمان را تشکیل می‌دهند.
این شیوه از نظر تاریخی رایج‌ترین نوع پادشاهی است و شکل غالب در پادشاهی‌های موجود باقی مانده‌است. از مزایای تداوم تمرکز قدرت و ثروت و قابل پیش‌بینی بودن این است که چه کسی می‌تواند انتظار کنترل ابزارهای حکومت و حمایت را داشته باشد. به شرط آنکه یک پادشاه شایسته باشد، ستمگر نباشد، و حیثیت مناسبی را حفظ کند، ممکن است عوامل تثبیت کننده عاطفه عمومی و وفاداری به یک خانواده حاکم را نیز ارائه دهد. قضاوت در مورد آنچه که ظالمانه، باوقار و مردمی است در حیطه اختیارات پادشاه باقی می‌ماند. یک عیب عمده پادشاهی ارثی زمانی به وجود می‌آید که وارث ظاهری ممکن است از نظر جسمی یا مزاجی برای حکومت مناسب نباشد. سایر معایب عبارتند از: ناتوانی مردم در انتخاب رئیس دولت خود، توزیع شدید ثروت و قدرت در طیف وسیعی از جامعه، و تداوم ساختارهای مذهبی و اجتماعی-اقتصادی منسوخ عمدتاً به نفع پادشاهان، خانواده‌های آنها و حامیانشان.
در اکثر سلطنت‌های موروثی موجود، ترتیب جانشینی معمولی از نوعی از اولیت استفاده می‌کند، اما روش‌های دیگری مانند ارشدیت و تن‌پرستی وجود دارد (که در آن یک وارث ظاهری از میان نامزدهای واجد شرایط نامزد می‌شود).
تحقیقات نشان می‌دهد که رژیم‌های ارثی، به‌ویژه دوران اولیه، پایدارتر از اشکال حکومت استبدادی با ترتیبات جانشینی جایگزین هستند.

## جانشینی

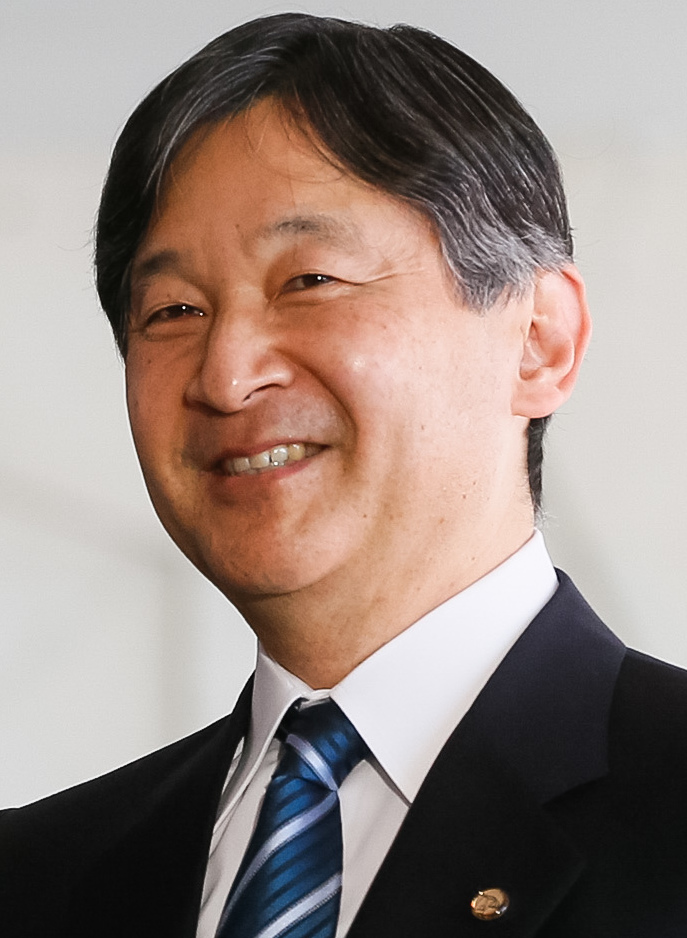
فرمان‌روا ناروهیتو پادشاه موروثی ژاپن است. امپراتوری ژاپن، کهن‌ترین پادشاهی موروثی پیوسته در جهان است.

از لحاظ نظری، زمانی که پادشاه یک پادشاهی موروثی می‌میرد یا از پادشاهی کناره می‌گیرد، تاج به‌طور معمول به نسل بعدی خانواده می‌رسد. اگر فرزند واجد شرایطی وجود نداشته باشد، تاج ممکن است به برادر، خواهر، برادرزاده، خواهرزاده، پسر عمو یا دیگر بستگان، طبق یک ترتیب جانشینی از پیش تعریف شده، که اغلب در قانون ذکر شده‌است، منتقل شود. چنین روندی از قبل مشخص می‌کند که چه کسی پادشاه بعدی خواهد بود و از اختلافات بین اعضای خانواده سلطنتی جلوگیری می‌کند. غاصبان ممکن است برای تقویت احترام خود به ایجاد شجره‌نامه‌های نیمه اسطوره‌ای متوسل شوند.از نظر تاریخی، تفاوت‌هایی در سیستم‌های جانشینی وجود داشته‌است، که عمدتاً حول این سؤال می‌چرخد که آیا جانشینی محدود به مردان است یا اینکه آیا زنان نیز واجد شرایط هستند. جانشینی آگناتیک به سیستم‌هایی گفته می‌شود که در آن زنان نه اجازه حاکم شدن دارند و نه حق جانشینی را به فرزندان مذکر خود منتقل می‌کنند (به قانون سالیک مراجعه کنید). اقوام خویشاوندی است که با او جد مشترکی از نسب مردی ناگسستنی دارد. جانشینی پیوندی زمانی به هر جانشینی گفته می‌شد که به زن و مرد اجازه می‌داد وارث باشند، اگرچه در استفاده مدرن به‌طور خاص به جانشینی بر اساس ارشدیت بدون توجه به جنسیت اشاره می‌کند (حق اولویت نخستین فرزند مانند سوئد از سال ۱۹۸۰). عامل دیگری که ممکن است مورد توجه قرار گیرد، وابستگی مذهبی نامزد یا همسر نامزد است، به ویژه در مواردی که پادشاه دارای عنوان یا نقش مذهبی نیز باشد. به عنوان مثال، پادشاه بریتانیا عنوان رئیس عالی کلیسای انگلستان را دارد و ممکن است به کاتولیک رومی اعتقاد نداشته باشد.

### پادشاهی ارثی انتخابی
پادشاهی انتخابی می‌تواند به عنوان سلطنت ارثی «عملی» عمل کند. نوع خاصی از پادشاهی انتخابی معروف به تن‌شناسی صلاحیت را برای اعضای خاندان حاکم محدود می‌کند. اما جانشینی ارثی نیز می‌تواند در عمل با وجود چنین محدودیت‌های قانونی رخ دهد. به عنوان مثال، اگر اکثر انتخاب کنندگان به یک خانه تعلق داشته باشند، آنها ممکن است فقط اعضای خانواده را انتخاب کنند. یا یک پادشاه حاکم ممکن است تنها قدرت انتخاب یکی از خویشاوندان را داشته باشد. بسیاری از کشورهای اروپای اواخر قرون وسطی رسماً سلطنت‌های انتخابی بودند، اما در واقع شبه انتخابی بودند. اکثر آنها در اوایل دوران مدرن به سیستم‌های رسمی ارثی تبدیل شدند. استثناهایی شامل امپراتوری مقدس روم و مشترک‌المنافع لهستان-لیتوانی.